# Nicolás Lazo
Nicolás Lazo (Buenos Aires, 16 aprile 1995) è un pallavolista argentino, schiacciatore del BVC.

## Carriera

### Club
La carriera di Nicolás Lazo inizia nel 2000, quando a cinque anni muove i primi passi nel mini-volley del River Plate. A otto anni la sua famiglia si trasferisce a San Juan, dove continua a praticare volley con la squadra locale. Nella stagione 2009-10 debutta da professionista nella Liga Argentina de Voleibol, integrando la rosa dell'UPCN, senza mai scendere in campo. 
Tornato con la famiglia a Buenos Aires, rientra nelle giovanili del River Plate, prima di trasferirsi in quelle del Ciudad, tornando infine all'UPCN: nel campionato 2013-14 viene promosso in prima squadra, iniziando una militanza di ben sei annate, aggiudicandosi quattro scudetti, due edizioni della Coppa ACLAV, quattro della Coppa Máster ed il campionato sudamericano per club 2015, impreziositi dal premio di miglior schiacciatore nel campionato 2016-17.
Per il campionato 2019-20 approda per la prima volta all'estero, difendendo i colori del Minas, club impegnato nella Superliga Série A brasiliana: dopo un biennio con il club di Belo Horizonte, nell'annata 2021-22 approda nella Ligue A francese, ingaggiato dal Montpellier, vincendo lo scudetto. Torna nella massima divisione brasiliana già nel campionato 2022-23, stavolta indossando la casacca del BVC.

### Nazionale
Fa parte delle selezioni giovanili argentine con le quali vince l'argento al campionato sudamericano Under-19 2012 e al campionato sudamericano Under-21 2012, debuttando nello stesso anno anche in nazionale maggiore, vincendo ancora un argento alla Coppa panamericana 2012.
Successivamente vince quattro medaglie d'argento rispettivamente al campionato sudamericano Under-21 2014, al campionato mondiale Under-21 2015, alla Coppa panamericana 2016 e al campionato sudamericano Under-23 2016, aggiudicandosi invece l'oro alla Coppa panamericana Under-23 2016, adornando le sue prestazioni con diversi premi come miglior schiacciatore. 
Conquista poi la medaglia d'argento alla Coppa panamericana 2019 e al campionato sudamericano 2021, seguite dall'argento ai XIX Giochi panamericani.

## Palmarès

### Club
- Campionato argentino: 4

2013-14, 2014-15, 2015-16, 2017-18
- Campionato francese: 1

2021-22
- Coppa ACLAV: 2

2013, 2015
- Coppa Máster: 4

2013, 2014, 2016, 2017
- Campionato sudamericano per club: 1

2015

### Nazionale (competizioni minori)
- Campionato sudamericano Under-19 2012
- Campionato sudamericano Under-21 2012
- Coppa panamericana 2012
- Campionato sudamericano Under-21 2014
- Campionato mondiale Under-21 2015
- Coppa panamericana 2016
- Campionato sudamericano Under-23 2016
- Coppa panamericana Under-23 2016
- Coppa panamericana 2019
- Giochi panamericani 2023

### Premi individuali
- 2014 - Campionato sudamericano Under-21 2014: Miglior schiacciatore
- 2016 - Campionato sudamericano Under-23 2016: Miglior schiacciatore
- 2016 - Coppa panamericana Under-23 2016: Miglior schiacciatore
- 2017 - Liga Argentina de Voleibol: Miglior schiacciatore